# Maradi III
Maradi III est un arrondissement communal de la ville de Maradi au Niger. 

## Géographie
L'arrondissement de Maradi III s'étend sur la partie sud de la ville de Maradi.
|              | Maradi II  |            |
| Sarkin Yamma | Maradi III | Djirataoua |
| Sarkin Yamma | Safo       | Djirataoua |

## Histoire
La commune urbaine de Maradi III est instaurée en 2002, érigée en arrondissement communal en 2010. 

## Population
Lors du recensement général de 2012, la population communale est relevée à 86 214 habitants. L'accroissement annuel de la population atteint 4,9 % pendant la période 2001-2012.

## Quartiers et villages
L'arrondissement est divisé en 15 quartiers en totalité en zone urbaine.
- Ecole Normale
- Maradaoua
- Dan Goulbi
- Bourdja
- Limantchi
- Lycée dan Kassawa
- Camp des Gardes (Bourdja)
- Yan Daka
- Station Avicole
- CHR
- Hassao
- Université de Maradi
- Ali Dan Sofo
- Camp Gendarmerie
- Bourja (Sapeurs Pompiers)